# Krüzlipass
Krüzlipass är ett bergspass i Schweiz.   Det ligger i regionen Surselva och kantonen Graubünden, i den centrala delen av landet, 100 km öster om huvudstaden Bern. Krüzlipass ligger 2 339 meter över havet.
Terrängen runt Krüzlipass är mycket bergig. Närmaste större samhälle är Erstfeld, 13,6 km nordväst om Krüzlipass. 
I omgivningarna runt Krüzlipass växer i huvudsak blandskog. Runt Krüzlipass är det mycket glesbefolkat, med 3 invånare per kvadratkilometer.